# Айл-оф-Уайт (округ)
Округ Айл-оф-Уайт (англ. Isle of Wight County) располагается в США, штате Виргиния. Был создан в 1634 году, получил своё название в честь британского церемониального графства Остров Уайт. По состоянию на 2010 год, численность населения составляла 35 270 человек.

## География
По данным Бюро переписи США, общая площадь округа равняется 940 км², из которых 818 км² суша и 13 км² или 13,0 % это водоемы.

### Соседние округа
- независимый город Ньюпорт-Ньюс (Виргиния) — северo-восток
- независимый город Саффолк — юго-восток
- Саутгемптон (Виргиния) — запад
- независимый город Виргиния — юго-запад
- Сарри (Виргиния) — северо-запад

## Демография
По данным переписи населения 2000 года в округе проживает 35 270 жителей в составе 11 319 домашних хозяйств и 8 670 семей. Плотность населения составляет 36 человек на км². На территории округа насчитывается 12 066 жилых строений, при плотности застройки 15 строений на км². Расовый состав населения: белые — 71,8 %, афроамериканцы — 24,7 %, коренные американцы (индейцы) — 0,4 %, азиаты — 0,8 %, гавайцы — 0,0 %, представители других рас — 0,5 %, представители двух или более рас — 1,8 %. Испаноязычные составляли 1,9 % населения.
В составе 34,00 % из общего числа домашних хозяйств проживают дети в возрасте до 18 лет, 60,40 % домашних хозяйств представляют собой супружеские пары проживающие вместе, 12,20 % домашних хозяйств представляют собой одиноких женщин без супруга, 23,40 % домашних хозяйств не имеют отношения к семьям, 20,00 % домашних хозяйств состоят из одного человека, 8,60 % домашних хозяйств состоят из престарелых (65 лет и старше), проживающих в одиночестве. Средний размер домашнего хозяйства составляет 2,61 человека, и средний размер семьи 2,99 человека.
Возрастной состав округа: 25,40 % моложе 18 лет, 6,60 % от 18 до 24, 29,60 % от 25 до 44, 26,20 % от 45 до 64 и 12,20 % от 65 и старше. Средний возраст жителя округа 39 лет. На каждые 100 женщин приходится 94,20 мужчин . На каждые 100 женщин старше 18 лет приходится 91,70 мужчин.
Средний доход на домохозяйство в округе составлял 45 387 USD, на семью — 52 597 USD. Среднестатистический заработок мужчины был 37 853 USD против 22 990 USD для женщины. Доход на душу населения составлял 20 235 USD. Около 6,60 % семей и 8,30 % общего населения находились ниже черты бедности, в том числе — 8,80 % молодежи (тех, кому ещё не исполнилось 18 лет) и 11,90 % тех, кому было уже больше 65 лет.